# Oculogryphus fulvus
Oculogryphus fulvus is een keversoort uit de familie glimwormen (Lampyridae). De wetenschappelijke naam van de soort is voor het eerst geldig gepubliceerd in 2007 door Jeng.